# Білоярський
Білоя́рський (рос. Белоярский, хант. Нуви сӑңхум) — місто, центр Білоярського району Ханти-Мансійського автономного округу Тюменської області, Росія. Адміністративний центр та єдиний населений пункт Білоярського міського поселення.
Населення — 20142 особи (2017, 20283 у 2010, 18721 у 2002).